# Rallye Mexiko 2023
Die Rallye Mexiko (offiziell Rally Guanajuato México 2023) war der 3. Lauf zur FIA-Rallye-Weltmeisterschaft 2023. Sie dauerte vom 16. bis zum 19. März 2023 und es wurden insgesamt 23 Wertungsprüfungen (WP) geplant, wovon 22 WP absolviert wurden.

## Bericht
Bei der Rallye Mexiko startete Sébastien Ogier (Toyota GR Yaris Rally1) zum zweiten Mal zu einem Weltmeisterschaftslauf 2023. Nachdem er die Rallye Schweden ausgelassen hatte, zuvor die Rallye Monte Carlo gewann, feierte Ogier in Mexiko einen weiteren Sieg. Anfangs der Rallye führte Ott Tänak (Ford Puma Rally1) das Fahrerfeld an, verlor dann aber wegen technischen Problemen am Turbolader rund 10 Minuten auf Esapekka Lappi (Hyundai i20 N Rally1), der die Führung übernahm. Lappi verunfallte am Samstagmorgen in der ersten Wertungsprüfung. Er drehte sich und schlug an einen Telefonmasten, dieser knickte und blieb auf dem Auto liegen. Die 11. WP musste unterbrochen werden, der Zeitplan verschob sich nach hinten, worauf die 15. WP gestrichen wurde wegen Zeitmangels. Der achtmalige Weltmeister Ogier übernahm die Spitze und gab diese nicht mehr ab bis ins Ziel. Mittlerweile lag Ogiers Teamkollege Elfyn Evans auf dem zweiten Rang vor Thierry Neuville (Hyundai i20 N Rally1), der vier Bestzeiten fuhr am Samstag und nur noch 4,3 Sekunden hinter Evans lag. Neuville holte am Sonntag Evans in der letzten WP ein und er kam mit 0,4 Sekunden Vorsprung auf dem zweiten Platz ins Ziel. Ogier fuhr den 57. WRC-Sieg seiner Karriere ein. In der Fahrerweltmeisterschaft lag zu diesem Zeitpunkt Ogier mit 56 Punkten vor Neuville mit 53, Kalle Rovanperä (Toyota) mit 52 und Tänak mit 47 Punkten.

## Meldeliste
| Nr.                  | Fahrer                 | Co-Pilot                   | Auto                      |
| -------------------- | ---------------------- | -------------------------- | ------------------------- |
| WRC-Klasse (Rally1)  |                        |                            |                           |
| 4                    | Esapekka Lappi         | Janne Ferm                 | Hyundai i20 N Rally1      |
| 6                    | Dani Sordo             | Cándido Carrera            | Hyundai i20 N Rally1      |
| 7                    | Pierre-Louis Loubet    | Nicolas Gilsoul            | Ford Puma Rally1          |
| 8                    | Ott Tänak              | Martin Järveoja            | Ford Puma Rally1          |
| 9                    | Jourdan Serderidis     | Frédéric Miclotte          | Ford Puma Rally1          |
| 11                   | Thierry Neuville       | Martijn Wydaeghe           | Hyundai i20 N Rally1      |
| 17                   | Sébastien Ogier        | Vincent Landais            | Toyota GR Yaris Rally1    |
| 18                   | Takamoto Katsuta       | Aaron Johnston             | Toyota GR Yaris Rally1    |
| 33                   | Elfyn Evans            | Scott Martin               | Toyota GR Yaris Rally1    |
| 69                   | Kalle Rovanperä        | Jonne Halttunen            | Toyota GR Yaris Rally1    |
| WRC2-Klasse (Rally2) |                        |                            |                           |
| 20                   | Gus Greensmith         | Jonas Andersson            | Škoda Fabia RS Rally2 evo |
| 21                   | Oliver Solberg         | Elliott Edmondson          | Škoda Fabia RS Rally2 evo |
| 22                   | Adrien Fourmaux        | Alexandre Coria            | Ford Fiesta Rally2        |
| 23                   | FIA Nikolai Grjasin    | FIA Konstantin Aleksandrov | Škoda Fabia Rally2 evo    |
| 24                   | Emil Lindholm          | Reeta Hämäläinen           | Škoda Fabia Rally2 evo    |
| 25                   | Kajetan Kajetanowicz   | Maciej Szczepaniak         | Škoda Fabia Rally2 evo    |
| 26                   | Martin Prokop          | Michal Ernst               | Ford Fiesta Rally2        |
| 27                   | Daniel Chwist          | Kamil Heller               | Škoda Fabia Rally2 evo    |
| 28                   | Eduardo Castro         | Fernando Mussano           | Škoda Fabia Rally2 evo    |
| 29                   | Jorge Martínez Fontena | Alberto Alvarez Nicholson  | Škoda Fabia R5            |

## Klassifikationen

### WRC-Gesamtklassement
| WRC |                      |                    |                        |           |                 |      |
| 1   | Sébastien Ogier      | Vincent Landais    | Toyota GR Yaris Rally1 | 3:16:09.4 | 00:00.0         | 25+5 |
| 2   | Thierry Neuville     | Marijn Wydaeghe    | Hyundai i20 N Rally1   | 3:16:36.9 | 00:27.5         | 18+3 |
| 3   | Elfyn Evans          | Scott Martin       | Toyota GR Yaris Rally1 | 3:16:37.3 | 00:27.9 00:00.4 | 15   |
| 4   | Kalle Rovanperä      | Jonne Halttunen    | Toyota GR Yaris Rally1 | 3:18:04.7 | 01:55.3 01:27.4 | 12+2 |
| 5   | Dani Sordo           | Cándido Carrera    | Hyundai i20 N Rally1   | 3:19:08.2 | 02:58.8 01:03.5 | 10+1 |
| 6   | Gus Greensmith       | Jonas Andersson    | Škoda Fabia RS Rally2  | 3:28:40.9 | 12:31.5 09:32.7 | 8    |
| 7   | Emil Lindholm        | Reeta Hämäläinen   | Škoda Fabia Rally2 evo | 3:29:13.8 | 13:04.4 00:32.9 | 6    |
| 8   | Oliver Solberg       | Elliot Edmondson   | Škoda Fabia Rally2 evo | 3:29:47.1 | 13:37.7 00:33.3 | 4    |
| 9   | Ott Tänak            | Martin Järveoja    | Ford Puma Rally1       | 3:31:29.0 | 15:19.6 01:41.9 | 2+4  |
| 10  | Kajetan Kajetanowicz | Maciej Szczepaniak | Škoda Fabia Rally2 evo | 3:32:06.0 | 15:56.6 00:37.0 | 1    |

Insgesamt wurden 28 von 31 gemeldeten Fahrzeugen klassiert.

### WRC2
| Rang  | Fahrer         | Co-Pilot         | Auto                   | Klasse   | Zeit      | Rückstand Sieger Rückstand V | Punkte |
| ----- | -------------- | ---------------- | ---------------------- | -------- | --------- | ---------------------------- | ------ |
| 1 (6) | Gus Greensmith | Jonas Andersson  | Škoda Fabia RS Rally2  | WRC2 RC2 | 3:28:40.9 | 0:00.0                       | 25     |
| 2 (7) | Emil Lindholm  | Reeta Hämäläinen | Škoda Fabia Rally2 evo | WRC2 RC2 | 3:29:13.8 | 0:32.9                       | 18     |
| 3 (8) | Oliver Solberg | Elliot Edmondson | Škoda Fabia Rally2 evo | WRC2 RC2 | 3:29:47.1 | 1:06.2 0:33.3                | 15     |

## Wertungsprüfungen
| Tag            | Start LT / MEZ | WP                    | Name                     | Länge                 | Gewinner                                                                             | Co-Pilot                                                                         | Auto | Zeit                                    | Leader          |
| -------------- | -------------- | --------------------- | ------------------------ | --------------------- | ------------------------------------------------------------------------------------ | -------------------------------------------------------------------------------- | --- | --------------------------------------- | --------------- |
| Tag 1 16. März | 10:01 / 17:01  | —                     | Llano Grande (Shakedown) | 5,52 km               | Esapekka Lappi                                                                       | Janne Ferm                                                                       | Hyundai i20 N Rally1                                                                                     | 03:44.4                                 |                 |
| Tag 1 16. März | 20:05 / 03:05  | WP1                   | Street Stage GTO 1       | 1,12 km               | Ott Tänak                                                                            | Martin Järveoja                                                                  | Ford Puma Rally1                                                                                         | 00:58.0                                 | Ott Tänak       |
| Tag 1 16. März | 20:28 / 03:28  | WP2                   | Street Stage GTO 2       | 1,12 km               | Ott Tänak                                                                            | Martin Järveoja                                                                  | Ford Puma Rally1                                                                                         | 00:56.2                                 | Ott Tänak       |
| Tag 2 17. März | 07:30 / 14:30  | Service Park (15 Min) | Service Park (15 Min)    | Service Park (15 Min) | Service Park (15 Min)                                                                | Service Park (15 Min)                                                            | Service Park (15 Min)                                                                                    | Service Park (15 Min)                   | Ott Tänak       |
| Tag 2 17. März | 08:48 / 15:48  | WP3                   | El Chocolate 1           | 29,07 km              | Esapekka Lappi                                                                       | Janne Ferm                                                                       | Hyundai i20 N Rally1                                                                                     | 22:00.2                                 | Esapekka Lappi  |
| Tag 2 17. März | 09:46 / 16:46  | WP4                   | Ortega 1                 | 15,71 km              | Sébastien Ogier                                                                      | Vincent Landais                                                                  | Toyota GR Yaris Rally1                                                                                   | 08:27.8                                 | Esapekka Lappi  |
| Tag 2 17. März | 10:39 / 17:39  | WP5                   | Las Minas 1              | 13,79 km              | Esapekka Lappi                                                                       | Janne Ferm                                                                       | Hyundai i20 N Rally1                                                                                     | 08:55.6                                 | Esapekka Lappi  |
| Tag 2 17. März | 12:49 / 09:49  | Service Park (30 Min) | Service Park (30 Min)    | Service Park (30 Min) | Service Park (30 Min)                                                                | Service Park (30 Min)                                                            | Service Park (30 Min)                                                                                    | Service Park (30 Min)                   | Esapekka Lappi  |
| Tag 2 17. März | 14:22 / 21:22  | WP6                   | El Chocolate 2           | 29,07 km              | Esapekka Lappi                                                                       | Janne Ferm                                                                       | Hyundai i20 N Rally1                                                                                     | 21:54.1                                 | Esapekka Lappi  |
| Tag 2 17. März | 15:20 / 22:20  | WP7                   | Ortega 2                 | 15,71 km              | Sébastien Ogier                                                                      | Vincent Landais                                                                  | Toyota GR Yaris Rally1                                                                                   | 08:20.8                                 | Esapekka Lappi  |
| Tag 2 17. März | 16:13 / 23:13  | WP8                   | Las Minas 2              | 13,79 km              | Esapekka Lappi                                                                       | Janne Ferm                                                                       | Hyundai i20 N Rally1                                                                                     | 08:47.7                                 | Esapekka Lappi  |
| Tag 2 17. März | 17:16 / 00:16  | WP9                   | Las Dunas 1              | 3,53 km               | Esapekka Lappi                                                                       | Janne Ferm                                                                       | Hyundai i20 N Rally1                                                                                     | 03:15.0                                 | Esapekka Lappi  |
| Tag 2 17. März | 18:16 / 01:16  | WP10                  | Distrito León 1          | 2,83 km               | Dani Sordo                                                                           | Cándido Carrera                                                                  | Hyundai i20 N Rally1                                                                                     | 01:29.9                                 | Esapekka Lappi  |
| Tag 2 17. März | 21:00 / 04:00  | Service Park (45 Min) | Service Park (45 Min)    | Service Park (45 Min) | Service Park (45 Min)                                                                | Service Park (45 Min)                                                            | Service Park (45 Min)                                                                                    | Service Park (45 Min)                   | Esapekka Lappi  |
| Tag 3 18. März | 08:13 / 15:13  | WP11                  | Ibarrilla 1              | 14,82 km              | Sébastien Ogier                                                                      | Vincent Landais                                                                  | Toyota GR Yaris Rally1                                                                                   | 08:35.6                                 | Sébastien Ogier |
| Tag 3 18. März | 09:04 / 16:04  | WP12                  | El Mosquito 1            | 22,56 km              | Thierry Neuville                                                                     | Martijn Wydaeghe                                                                 | Hyundai i20 N Rally1                                                                                     | 14:38.1                                 | Sébastien Ogier |
| Tag 3 18. März | 10:05 / 17:05  | WP13                  | Derramadero 1            | 21,69 km              | Thierry Neuville                                                                     | Martijn Wydaeghe                                                                 | Hyundai i20 N Rally1                                                                                     | 12:23.1                                 | Sébastien Ogier |
| Tag 3 18. März | 11:13 / 18:13  | WP14                  | Las Dunas 2              | 3,53 km               | Thierry Neuville                                                                     | Martijn Wydaeghe                                                                 | Hyundai i20 N Rally1                                                                                     | 03:11.4                                 | Sébastien Ogier |
| Tag 3 18. März | 12:33 / 19:33  | Service Park (30 Min) | Service Park (30 Min)    | Service Park (30 Min) | Service Park (30 Min)                                                                | Service Park (30 Min)                                                            | Service Park (30 Min)                                                                                    | Service Park (30 Min)                   | Sébastien Ogier |
| Tag 3 18. März | 14:06 / 21:06  | WP15                  | Ibarrilla 2              | 14,82 km              | abgesagt                                                                             | abgesagt                                                                         | abgesagt                                                                                                 | abgesagt                                | Sébastien Ogier |
| Tag 3 18. März | 14:59 / 21:59  | WP16                  | El Mosquito 2            | 22,56 km              | Sébastien Ogier                                                                      | Vincent Landais                                                                  | Toyota GR Yaris Rally1                                                                                   | 14:24.8                                 | Sébastien Ogier |
| Tag 3 18. März | 16:05 / 23:05  | WP17                  | Derramadero 2            | 21,69 km              | Thierry Neuville                                                                     | Martijn Wydaeghe                                                                 | Hyundai i20 N Rally1                                                                                     | 12:16.0                                 | Sébastien Ogier |
| Tag 3 18. März | 17:18 / 00:18  | WP18                  | Las Dunas 3              | 3,53 km               | Ott Tänak                                                                            | Martin Järveoja                                                                  | Ford Puma Rally1                                                                                         | 03:16.6                                 | Sébastien Ogier |
| Tag 3 18. März | 18:01 / 01:01  | WP19                  | Distrito León 2          | 2,83 km               | Ott Tänak                                                                            | Martin Järveoja                                                                  | Ford Puma Rally1                                                                                         | 01:12.6                                 | Sébastien Ogier |
| Tag 3 18. März | 21:00 / 04:00  | Service Park (45 Min) | Service Park (45 Min)    | Service Park (45 Min) | Service Park (45 Min)                                                                | Service Park (45 Min)                                                            | Service Park (45 Min)                                                                                    | Service Park (45 Min)                   | Sébastien Ogier |
| Tag 4 19. März | 08:05 / 15:05  | WP20                  | Las Dunas 4              | 3,53 km               | Thierry Neuville                                                                     | Martijn Wydaeghe                                                                 | Hyundai i20 N Rally1                                                                                     | 03:10.9                                 | Sébastien Ogier |
| Tag 4 19. März | 09:16 / 16:16  | WP21                  | Otates                   | 35,63 km              | Elfyn Evans                                                                          | Scott Martin                                                                     | Toyota GR Yaris Rally1                                                                                   | 24:37.7                                 | Sébastien Ogier |
| Tag 4 19. März | 10:24 / 17:24  | WP22                  | San Diego                | 12,61 km              | Thierry Neuville                                                                     | Martijn Wydaeghe                                                                 | Hyundai i20 N Rally1                                                                                     | 07:11.8                                 | Sébastien Ogier |
| Tag 4 19. März | 12:18 / 19:18  | WP23                  | El Brinco (Powerstage)   | 9,59 km               | 1. Sébastien Ogier 2. Ott Tänak 3. Thierry Neuville 4. Kalle Rovanperä 5. Dani Sordo | Vincent Landais Martin Järveoja Martijn Wydaeghe Jonne Halttunen Cándido Carrera | Toyota GR Yaris Rally1 Ford Puma Rally1 Hyundai i20 N Rally1 Toyota GR Yaris Rally1 Hyundai i20 N Rally1 | 05:14.8 05:16.9 05:17.1 05:19.3 05:19.5 | Sébastien Ogier |
| Tag 4 19. März | 13:33 / 20:33  | Service Park (10 Min) | Service Park (10 Min)    | Service Park (10 Min) | Service Park (10 Min)                                                                | Service Park (10 Min)                                                            | Service Park (10 Min)                                                                                    | Service Park (10 Min)                   | Sébastien Ogier |